# テーラー・バートン
テーラー・バートン(Taylor Burton)は、リチャード・バートンがエリザベス・テイラーの40回目の誕生日を記念して贈った世界的に有名な研磨済みダイヤモンド。両者の名前を取ってこの名称で呼ばれる。大きさは69.42カラット(13.9g)であり、研磨した当時の品質は最高のDグレード（透明）。テーラー・バートン・ダイヤモンドとも呼ばれる。

## 発見、来歴
原石は数々の有名なダイヤモンドを産出している南アフリカのプレミア鉱山で1966年に発見された。原石の大きさは240.75カラット(48.15g)。その原石をアメリカ屈指の高級宝石商であったハリー・ウィンストンが購入してペアシェイプ型にカットさせている。
そして、1969年にオークションにかけられ、最終的にカルティエが100万ドルで落札。しかし、落札をめぐって激しく争ったリチャード・バートンはこのダイヤモンドを得るためにその後もカルティエと交渉を行い、ようやくこのダイヤモンドを手に入れ、当時妻であったエリザベス・テイラーにプレゼントしている。この来歴により、それまで名前のなかったこのダイヤモンドは正式に「テーラー・バートン」と呼ばれ、ハリウッド・スターであった両者の名前が付いたことで世界的に有名となった。

## その後
1978年、二人の愛の証であったこのダイヤモンドも、リチャードと離婚したテイラーによって競売にかけられており、約300万ドルでテキサスの石油王が落札している。
なお、テーラー・バートンはエリザベス・テイラーが保有してる間に欠けてしまっており、現在の品質は最高グレードではなくなっている。